# 网球发球

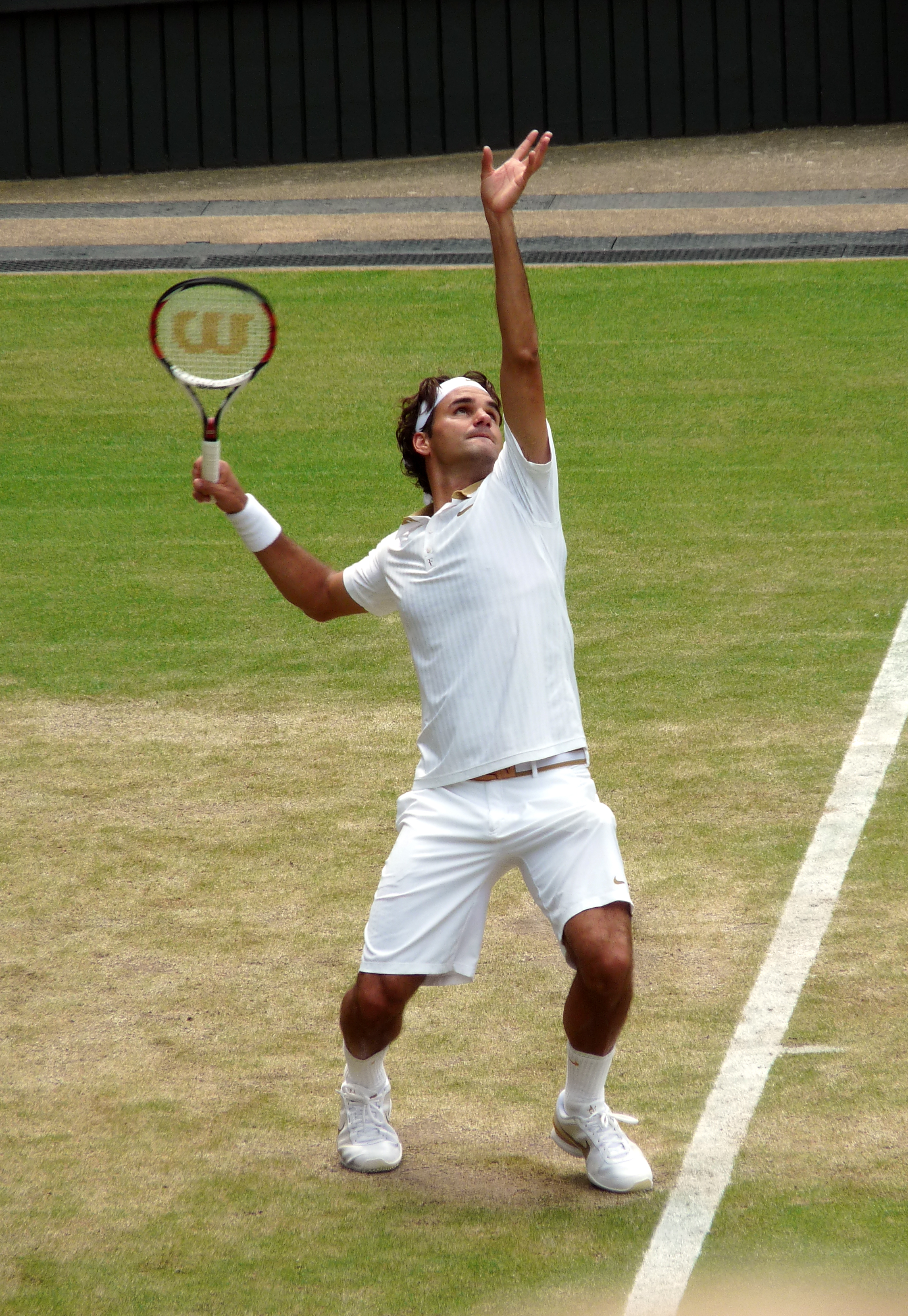
费德勒在2009年温网中发球

发球是网球比赛中一分的开始。发球者用球拍击球，如果球从球网上方飞过并落入对角的发球区，则发球成功。如果球擦网，过去的规则是此次发球作废，重新发球，但2013年国际网联修改了规定，擦网不再影响发球是否成功，以球擦网后的落点判断。如果球下网或落到对角发球区外，则发球失误。
发球的方式可以有很多种，但现在职业球员一般采用威力最大的上手发球：将球抛过头顶，在球刚下落时击球。这样，职业球员可打出时速200千米以上的发球。初学者可采用下手发球：将球在腰部的高度释放后击球，这样球速很慢，不能抢占先机。
发球对新手十分困难。但强大的发球能在比赛中占据很大优势。优秀的球员能控制球的落点和旋转，发出平击球、侧旋球和上旋球，使对手难以预测。最好的发球使对手完全碰不到球，直接得分，称为Ace球。同时网球发球有两次机会，所以发球方在自己的发球局占据很大优势，比赛中，职业球员需要尽量赢得自己所有的发球局，并伺机破掉对手的发球局，以赢得比赛。